# Beiers voetbalkampioenschap 1912/13
In 1912/13 werd het achtste Beiers voetbalkampioenschap gespeeld, dat georganiseerd werd door de Zuid-Duitse voetbalbond. De competitie was als Ostkreisliga een voorronde van de Zuid-Duitse eindronde. 
SpVgg Fürth werd autoritair kampioen, enkel Bayern München en 1. FC Nürnberg konden gelijkspelen tegen de club. In de eindronde werd de club echter vierde en laatste. 

## 1. Liga Ostkreis
| Plaats | Club                      | Wed. | W  | G | V  | Saldo | Ptn.  |
| ------ | ------------------------- | ---- | -- | - | -- | ----- | ----- |
| 1.     | SpVgg Fürth               | 14   | 12 | 2 | 0  | 61:25 | 26:2  |
| 2.     | FA Bayern im Münchener SC | 14   | 7  | 5 | 2  | 25:23 | 19:9  |
| 3.     | 1. FC Nürnberg            | 14   | 8  | 2 | 4  | 48:17 | 18:10 |
| 4.     | MTV 1879 München          | 14   | 7  | 1 | 6  | 23:20 | 15:13 |
| 5.     | FC Pfeil Nürnberg         | 14   | 5  | 3 | 6  | 30:27 | 13:15 |
| 6.     | Kickers Würzburg          | 14   | 3  | 2 | 9  | 17:41 | 8:20  |
| 7.     | FC Wacker München         | 14   | 3  | 1 | 10 | 13:36 | 7:21  |
| 8.     | TV 1860 München           | 14   | 2  | 2 | 10 | 18:46 | 6:22  |

|  | Geplaatst voor Zuid-Duitse eindronde |
|  | Degradatie                           |